# Eugene Simon
Eugene Michael Simon (11 giugno 1992) è un attore e modello britannico.
È noto soprattutto per il ruolo di Jerome Clark nella serie televisiva Anubis e di Lancel Lannister ne Il Trono di Spade. Nel 2005 ha interpretato il ruolo del protagonista Gerald Durrell nel film TV della BBC My Family and Other Animals.

## Biografia
Eugene Simon è cresciuto a Londra e nella contea del Dorset. Dopo aver concluso la scuola di St. Philip a Londra, ha frequentato la Bryanston School e Downside School, entrambe scuole nel sud dell'Inghilterra. In questo periodo ha recitato come protagonista nel film per la televisione My Family and Other Animals trasmesso dalla BBC. All'età di 18 anni ha concluso gli studi e ha ottenuto i ruoli nelle serie televisive Anubis ed Il Trono di Spade. Per quest'ultima aveva fatto un'audizione per il ruolo di Joffrey Baratheon, per poi ottenere invece quello di Lancel Lannister. Nel 2017 ottiene il ruolo di Eduard Einstein nella serie televisiva Genius.

## Filmografia

### Cinema
- Casanova, regia di Lasse Hallström (2005)
- Alpha Male, regia di Dan Wilde (2006)
- Before I Sleep, regia di Aaron Sharff e Billy Sharff (2013)
- Eden, regia di Shyam Madiraju (2014)
- The Lodgers - Non infrangere le regole (The Lodgers), regia di Brian O'Malley (2017)
- Resonance, regia di Marcos Efron - cortometraggio (2018)
- Kill Ben Lyk, regia di Erwan Marinopoulos (2018)
- Mens Sana, regia di Ludovica Musumeci - cortometraggio (2018)
- Sensation, regia di Martin Grof (2021)

### Televisione
- My Dad's the Prime Minister – serie TV, 4 episodi (2003)
- Kate & Emma - Indagini per due (Murder in Suburbia) – serie TV, 1 episodio (2004)
- Noah & Saskia – serie TV, 7 episodi (2004)
- Uno zoo in famiglia (My Family and Other Animals), regia di Sheree Folkson - film TV (2005)
- Ben-Hur, regia di Steve Shill – miniserie TV (2010)
- Anubis (House of Anubis) – serie TV, 146 episodi (2011-2013)
- Il Trono di Spade (Game of Thrones) – serie TV, 16 episodi (2011-2016)
- Summer in Transylvania – serie TV, 1 episodio (2012)
- Anubis - La pietra di Ra (House of Anubis: Touchstone of Ra), regia di Angelo Abela – film TV (2013)
- Genius – serie TV, 2 episodi (2017)

## Doppiatori italiani
Nelle versioni in italiano dei suoi film, Eugene Simon è stato doppiato da:
- Stefano Brusa in Anubis[2]
- Mirko Cannella ne Il trono di spade

## Riconoscimenti
- 2018 – Anatomy Crime and Horror Film Festival
  - Nomination Miglior attore per Kill Ben Lyk
  - Nomination Premio della Giuria al miglior attore per Kill Ben Lyk
- 2018 – Nightmares Film Festival[3]
  - Nomination Miglior attore per Kill Ben Lyk
- 2018 – Unrestricted View Film Festival
  - Nomination Miglior attore per Kill Ben Lyk
- 2021 – Los Angeles Movie Awards
  - Miglior attore per Sensation

## Ascendenza
|                  |                 |                        | Genitori       |  |  | Nonni |  |  | Bisnonni |  |  | Trisnonni |  |
|                  |                 |                        |                |  |  |       |  |  | …        |  |  | …         |  |
|                  |                 |                        |                |  |  |       |  |  | …        |  |  | …         |  |
|                  |                 | …                      |                |  |  |       |  |  | …        |  |  |           |  |
| Arthur Simon     |                 |                        |                |  |  |       |  |  | …        |  |  |           |  |
|                  |                 | …                      | …              |  |  |       |  |  |          |  |  |           |  |
|                  |                 | …                      | …              |  |  |       |  |  |          |  |  |           |  |
|                  |                 | …                      | …              |  |  |       |  |  |          |  |  |           |  |
| Anton Simon      |                 | …                      |                |  |  |       |  |  |          |  |  |           |  |
|                  |                 | …                      | …              |  |  |       |  |  |          |  |  |           |  |
|                  |                 | …                      | …              |  |  |       |  |  |          |  |  |           |  |
|                  |                 | …                      | …              |  |  |       |  |  |          |  |  |           |  |
| …                |                 | …                      |                |  |  |       |  |  |          |  |  |           |  |
|                  |                 | …                      | …              |  |  |       |  |  |          |  |  |           |  |
|                  |                 | …                      | …              |  |  |       |  |  |          |  |  |           |  |
|                  |                 | …                      | …              |  |  |       |  |  |          |  |  |           |  |
| Eugene Simon     |                 | …                      |                |  |  |       |  |  |          |  |  |           |  |
|                  | Robert Stopford | Horace Stopford        |                |  |  |       |  |  |          |  |  |           |  |
|                  | Robert Stopford | Horace Stopford        |                |  |  |       |  |  |          |  |  |           |  |
|                  | Robert Stopford | Marguerite MacDowell   |                |  |  |       |  |  |          |  |  |           |  |
| Michael Stopford | Robert Stopford |                        |                |  |  |       |  |  |          |  |  |           |  |
|                  |                 | Elsie Lawson           | Francis Lawson |  |  |       |  |  |          |  |  |           |  |
|                  |                 | Elsie Lawson           | Francis Lawson |  |  |       |  |  |          |  |  |           |  |
|                  |                 | Elsie Lawson           | …              |  |  |       |  |  |          |  |  |           |  |
| Teresa Stopford  |                 | Elsie Lawson           |                |  |  |       |  |  |          |  |  |           |  |
|                  |                 | Arthur Reyner Williams | …              |  |  |       |  |  |          |  |  |           |  |
|                  |                 | Arthur Reyner Williams | …              |  |  |       |  |  |          |  |  |           |  |
|                  |                 | Arthur Reyner Williams | …              |  |  |       |  |  |          |  |  |           |  |
| Megan Williams   |                 | Arthur Reyner Williams |                |  |  |       |  |  |          |  |  |           |  |
|                  |                 | …                      | …              |  |  |       |  |  |          |  |  |           |  |
|                  |                 | …                      | …              |  |  |       |  |  |          |  |  |           |  |
|                  |                 | …                      | …              |  |  |       |  |  |          |  |  |           |  |
|                  |                 | …                      |                |  |  |       |  |  |          |  |  |           |  |